# Персиваль Канді
Персиваль Канді (англ. Percival Cundy, нар. 28 травня 1881, м. Ноттінґем, Велика Британія — 20 травня 1947, Коллінзвуд, передмістя м. Камден, США) — пресвітеріанський пастор, англомовний перекладач.

## З життєпису
Персиваль Канді народився 1881 року в Англії. Дитиною разом з батьками переїхав до Канади.
1912 — закінчив Манітобський університет (м. Вінніпеґ, Канада). Після закінчення університету обійняв посаду урядовця канадської колонізаційної служби в Манітобі. Водночас він очолював місцеву пресвітеріанську церкву.
Персиваль Канді охоче подорожував провінціями Канади. За службовими обов'язками йому доводилося багато спілкуватися з новоприбулими емігрантами з Галичини, Буковини і Волині. Персиваль Канді так глибоко захопився культурою несподівано відкритого для себе великого народу, що просто дивував своєю працелюбністю. Цих поселенців, яких називали і галичанами, і русинами, і австрійцями, і росіянами, він у своїх міграційних звітах уперше визнав українцями. Досконало опанувавши мову, Персиваль Канді зацікавився й українською літературою. Найбільше враження на нього справила творчість Івана Франка.
У 1937 році доктор Канді переїхав до США й оселився недалеко від міста Філадельфія, де на той час проживала численна українська громада. Саме тут він планував реалізувати широку програму перекладів нашої класики англійською мовою.
Передчасну смерть д-ра Персиваля Канді у 1947 році українська громада сприйняла як непоправну втрату для національної культури, зокрема у сенсі її популяризації в англомовному світі.

## Перекладацька діяльність
Перші переклади опублікував у 1929—1931 рр. у журналі «The New Canadian» («Новий канадець»).
Співпрацював із журналом «The Ukrainian Quarterly» («Український квартальник»).
У перекладах Канді окремі твори Івана Франка — поеми «Іван Вишенський», «Мойсей», «Панські жарти», легенда «Смерть Каїна» (останні 3 — не повністю), 51 вірш зі збірки «З вершин і низин», «Мій ізмарагд» — склали збірку «A Voice from Ukrainia» («Голос з України», Роланд, 1932) та «Ivan Franko: The Poet of Western Ukraine» («Іван Франко: Поет Західної України», Нью-Йорк, 1948; репринтне вид. — Нью-Йорк, 1968; обидві — з ґрунтовними передмовами Канді), «Moses and Other Poems» («„Мойсей“ та інші поеми», Нью-Йорк, 1973; спільно з Вірою Річ), а також увійшли до книги «Франко І. „Каменярі“ мовами народів світу» (К., 1983).
Намір перекласти спадщину Лесі Українки підтримав Союз українок Америки, головою якого була Олена Лотоцька. Видання творів Лесі Українки — драма «Бояриня», драматичні поеми «Вавилонський полон», «На руїнах», «Адвокат Мартіан», драма-феєрія «Лісова пісня», поезії «Contra spem spero!», «Досвітні огні» та ін., — що склали збірку «Spirit of Flame» («Дух пломеню», Нью-Йорк, 1950; Вестпорт, 1971; також із передмовою Канді) — побачило світ уже після смерті перекладача.
Переклади поезій Тараса Шевченка («Заповіт», 1926; «Ой три шляхи широкії…», 1943; «Марку Вовчку», 1947), оповідань Михайла Коцюбинського («Для загального добра», 1947), Марка Вовчка («Сестра», 1929; «Чумак», 1940), Ольги Кобилянської («Природа», «Битва»; обидва — 1945) опубліковані в періодиці.
Автор статей про життя і творчість Івана Франка, Лесі Українки, Марка Вовчка. Канді як перекладача й популяризатора українського художнього слова високо цінував американський славіст ірландського походження, освітній діяч Артур-Прадден Коулмен, а значний вплив на його українознавчі інтереси мав канадський англомовний письменник, мовознавець, публіцист, перекладач Вотсон Кіркконел.

## Видання
- Ivan Franko, The Poet of Western Ukraine [Архівовано 21 вересня 2021 у Wayback Machine.]. Selected Poems. trans by Percival Cundy, ed. Clarence A. Manning. New York: Philosophical Library, 1948.
- Spirit of Flame [Архівовано 20 вересня 2021 у Wayback Machine.]. A Collection of the Works of Lesya Ukrainka. Translated by Percival Cundy. New York, 1950.